# Курио Роули
Curio rowleyanus (лат.) — вид растений рода Курио (Curio) семейства Астровые (Asteraceae), естественно произрастающий на территории Капской провинции Южно-Африканской Республики. Изначальное название растения, Senecio rowleyanus — Крестовник Роули, рассматривается как синоним.
Curio rowleyanus, также известный как «жемчужная нить» (англ. string of pearls), представляет собой уникальное растение с тонкими проволочными стеблями, на которых расположены листья в форме горошины. При выращивании на солнечных подоконниках или в подвесных корзинах оно образует плотные ковры из тонких стеблей, свисающих с края горшка. Существуют также разноцветные сорта.

## Название
По одной версии, название рода Curio означает «наклоненный» и относится к многим видам, приспособленным к наклонной или лежачей среде обитания. По другой версии, оно происходит от латинского слова curiosus, возможно, в связи с «любопытной» морфологией представителей рода. 
Латинский видовой эпитет rowleyanus был присвоен в честь Гордона Дугласа Роули — английского ботаника, члена Редингского университета, который заслужил известность как эксперт и автор в области суккулентов.
В отсутствие русскоязычного названия растения в авторитетных источниках, вероятным вариантом названия на русском языке будет «Курио Роули».

## Описание
Многолетний суккулент, образующий ползучие побеги, распростертые по земле и часто свисающие. Стебли тонкие, длиной 60-90 см, зеленые, способные распространяться, образуя при этом воздушные корни, когда соприкасаются с почвой. Листья имеют диаметр 5-8 мм, сферической или вдавленно-шаровидной формы, с коротким «клювом» на конце; блестящие, светло-зеленые с узким светло-зеленым окошком по всей длине, что способствует экономии воды благодаря сферической форме. Листья ядовиты и не предназначены для употребления в пищу.
Соцветия
Соцветие кистевидное, диаметром 3-5 см, лишено блестящих красочных цветков. Цветки тускло-белые, с лиловыми пыльниками, обладают приятным ароматом корицы. Цветение происходит с весны до осени.
Число хромосом: 2n = 20.
Curio rowleyanus схож с некоторыми диплоидными разновидностями Curio radicans, но в целом является самым компактным видом.

## Таксономия
Curio rowleyanus (H.Jacobsen) P.V.Heath, первое упоминание в Calyx 6: 55 (1999).

### Синонимы
- Senecio rowleyanus H.Jacobsen
- Curio rowleyanus f. rowleyanus
- Kleinia rowleyana (H.Jacobsen) G.Kunkel
- Curio rowleyanus f. marmoratus P.V.Heath

## Выращивание

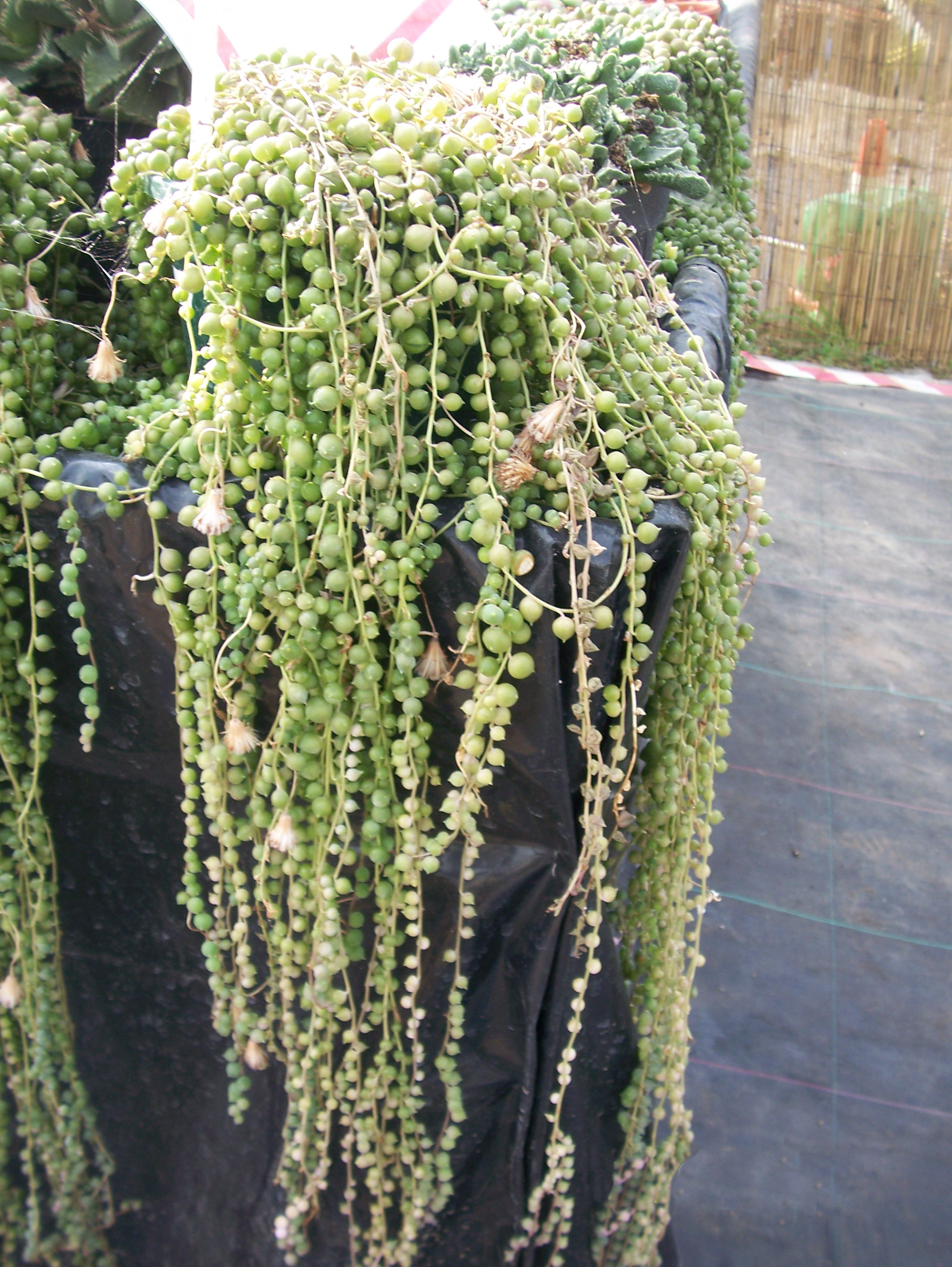
Висячие стебли

При оптимальных условиях растения могут заполнить горшок диаметром 25 см всего за год или два.
Для стимулирования цветения и образования листьев рекомендуется выращивание в легкой тени с небольшим количеством прямого солнечного света. Важно поддерживать тепло в пределах 5–8°C в период покоя, так как растение не переносит жару и требует прохлады с достаточным воздушным потоком. Мясистые листья растения содержат ядовитые вещества и не предназначены для употребления в пищу.
Размножение осуществляется легко с использованием стеблевых черенков, и процесс укоренения занимает от 2 до 6 недель.

## Примечание
1. ↑  Curio rowleyanus (H.Jacobsen) P.V.Heath | Plants of the World Online | Kew Science (англ.). Plants of the World Online. Дата обращения: 9 декабря 2023. Архивировано 14 октября 2022 года.
2. 1 2 3 4 5 6 7 8  Curio rowleyanus. www.llifle.com. Дата обращения: 9 декабря 2023. Архивировано 9 декабря 2023 года.
3. ↑  Curio ficoides | PlantZAfrica. pza.sanbi.org. Дата обращения: 8 декабря 2023. Архивировано 8 декабря 2023 года.
4. ↑  Curio radicans | PlantZAfrica. pza.sanbi.org. Дата обращения: 8 декабря 2023. Архивировано 8 декабря 2023 года.
5. ↑  Urs Eggli, Leonard E. Newton. Etymological dictionary of succulent plant names. — Berlin Heidelberg: Springer, 2004. — 266 с. — ISBN 978-3-540-00489-9.
6. ↑  WFO Plant List | World Flora Online. wfoplantlist.org. Дата обращения: 9 декабря 2023. Архивировано 9 декабря 2023 года.